# Xavier Robson
Xavier Robson Valim (Pedro Osório, Brasil, 19 de mayo de 1986 – 2 de febrero de 2024, Pelotas, Brasil) fue un futbolista brasileño.

## Fallecimiento
Robson falleció el 1 de febrero de 2024 a los 37 años, víctima de un cáncer.

## Clubes
| Club                        | País    | Año         |
| --------------------------- | ------- | ----------- |
| Brasil de Pelotas           | Brasil  | 2003 - 2007 |
| Peñarol                     | Uruguay | 2008        |
| Atenas (cedido)             | Uruguay | 2009        |
| Peñarol                     | Uruguay | 2009 - 2010 |
| Esportivo                   | Brasil  | 2010        |
| Tacuarembó                  | Uruguay | 2010 - 2011 |
| Grêmio Atlético Farroupilha | Brasil  | 2012        |

## Títulos

### Campeonatos nacionales
| Título              | Club    | País    | Año     |
| ------------------- | ------- | ------- | ------- |
| Campeonato Uruguayo | Peñarol | Uruguay | 2009-10 |